# Conrad et Paul
Conrad Stubenburg et Paul Padchath (Konrad Stubenburg et Paul Niemöser en version originale allemande) est une série de bande dessinée centrée autour d'un couple gay, des personnages créés en 1992 par le dessinateur allemand gay Ralf König.

## Personnages
- Conrad Stubenburg : professeur de piano, de grande taille, portant des lunettes, de caractère romantique[1],[2]. Compagnon de Paul en couple libre.
- Paul Padchath (Paul Niemöser[3] en version originale allemande) : romancier auteur de romans érotiques gays, brun poilu et de petite taille, porté sur les hommes virils et le BDSM[1],[2]. Compagnon de Conrad.
- Lutger : meilleur ami de Paul.
- Brigitte : ex copine de Conrad. Elle est restée amie avec Conrad. Paul et Brigitte ne se supportent pas.
- Edeltraut : la sœur de Paul
- Mandred : ami de Paul.
- Hans-Werner : ami de Paul.

## Évolution
Ce couple « libre » de gays vivant à Cologne est le héros de plusieurs albums à l'humour décapant: Trois tomes racontent une histoire complète (Couilles de taureau, récit de l'histoire d'amour de Paul avec un ouvrier, Super Paradise, où Paul découvre qu'il est séropositif, Et maintenant embrassez-vous qui relate leurs démarches vers le mariage), les autres sont composés d'histoires courtes. On peut supposer que Super Paradise est chronologiquement le dernier tome de la série, puisqu'il n'est fait aucune mention de la maladie de Paul dans les autres tomes.
Le personnage de Tom Poope, héros de « Iago » (1999), adaptation libre de diverses pièces de Shakespeare dans le milieu homosexuel du Londres du XVIe siècle, a le même physique que Paul, sans qu'il n'y ait aucun autre lien entre les deux histoires. Inversement, la façon dont sont dessinés les deux personnages évoluent beaucoup entre les premières histoires courtes (recueillies dans les tomes 2 à 5) et Couilles de taureau, même si la définition de Paul par les autres personnages (« petit, poilu, mignon ») reste une constante de la série.
En 2003, Conrad et Paul envisagent de s'unir,, étant donné que depuis 2001 un partenariat enregistré existe en Allemagne.
En 2020, Ralf König a posté sur Facebook quelques-unes des histoires inédites de Conrad et Paul sur le covid 19. Elles reparaissent dans l'album Vervirte Zeiten en 2021.

## Albums
1. Couilles de taureau (Bullenklöten !), trad. Fabrice Ricker, Glénat, 1994 (éd. originale : Ralf König & Männerschwarmskript, Hamburg, 1992)
2. Tranches de vit (Big Dick), trad. Fabrice Ricker, Glénat, 1995 (éd. originale : Ralf König et Carlsen Verlag GmbH, Hamburg, 1993)
3. Cuirs et sentiments (Overkill), trad. Fabrice Ricker, Glénat, 1996 (éd. originale : Ralf König et Carlsen Comics Verlag GmbH, Hamburg, 1994)
4. Damna internat, si anal ! (Batman returns), trad. Fabrice Ricker, Glénat 1999 (éd. originale : Ralf König et Carlsen Verlag GmbH, Hamburg, 1997)
5. Poppers ! Mange-cul ! Pince-tétons ! (Poppers! Rimming! Tittentrimm!), trad. Fabrice Ricker, Glénat 2002 (éd. originale : Männerschwarmskript Verlag, Hamburg, 2001)[8]
6. Super Paradise (id.), trad. Fabrice Ricker, Glénat, 2000 (éd. originale : Männerschwarmskript Verlag, Hamburg, 1999)
7. Et maintenant, embrassez-vous ! (Sie dürfen sich jetzt küssen), trad. Fabrice Ricker, Glénat, 2005 (éd. originale : Rowohlt Taschenbuch Verlag GmbH, Hamburg, 2003)
8. Conrad et  Paul : Une station spatiale nommée Désir (Konrad & Paul: Raumstation Sehnsucht), trad. Jacky Nonnon, Glénat, 2016 (éd. originale : Rowohlt, 2014[9])
9. Barry Rouston : Dans l'espace, personne t'entend grogner (Barry Hoden: Im Weltall hört dich keiner grunzen), trad. Jacky Nonnon, Glénat, 2017 (éd. originale : Männerschwarm, Hamburg, 2014) Ces deux derniers tomes mettent en scène les romans de Paul, qui est entre-temps passé à la science fiction, ainsi que leurs relations avec l'auteur et son entourage.
10. L'automne dans le pantalon (Herbst in der hose), trad. Jacky Nonnon, Glénat, 2020 (éd. original : Rowohlt Verlag Gmbh, Reinbek bei Hamburg, 2017) L'album de la maturité.

## Accueil critique
Pour ActuaBD, « L’une des grandes réussites de cette série est le fait que, tout en présentant un couple homo qui tient dans la durée […], Ralf König n’en fait pas une gentille petite chose faite pour plaire au plus grand nombre. Ses personnages sont tout sauf des modèles, et leurs excès mêmes ne les rendent que plus réalistes et attachants ».
Pour Hétéroclite, les lecteurs se reconnaissent « dans le couple hilarant (et particulièrement mal assorti) que forment Conrad et Paul, deux témoins de leur époque que l’on a vu vieillir au fil d’une dizaine d’albums ».